# HD 213240 b
HD 213240 b는 두루미자리 방향으로 지구로부터 약 133 광년 떨어진 곳에 있는 HD 213240을 도는, 외계 행성이다. 이 행성은 질량 면에서 I형(슈퍼목성), 겉모습은 W형(물의 구름형)이다. 공전 주기는 882.7일이다. 공전궤도 평균 거리는 1.92 천문단위 또는 2억 8,700만 킬로미터이다. 궤도 이심률은 42.1퍼센트로 매우 찌그러진 궤도를 그리고 있다. 이심률에 따르면 항성에 가장 가까워질 때는 1.11 천문단위, 멀어질 때는 2.73 천문단위까지 물러난다. 우리 태양계에 대입하면 지구 궤도 비슷하게 가까워졌다가 화성궤도 뒤로 물러나는 셈이다. 지구에서 관측했을 때 항성으로부터 HD213240 b는 47.12 밀리초각 떨어져 있다.
2001년 4월 4일 스위스 천문학자 산토스가 이 행성을 발견했다. 발견 방법은 도플러 분광법으로, 행성의 중력이 항성에 미치는 영향으로부터 간접적으로 존재를 증명했다.

## 같이 보기
- HD 212301 b

## 참고 문헌
- (영어) Santos;  외. (2001). “The CORALIE survey for southern extra-solar planets VI. New long period giant planets around HD 28185 and HD 213240”. 《Astronomy and Astrophysics》 379 (3): 999–1004. doi:10.1051/0004-6361:20011366.